# Stipa munroana
Stipa munroana är en gräsart som beskrevs av Norman Loftus Bor. Stipa munroana ingår i släktet fjädergrässläktet, och familjen gräs. Inga underarter finns listade i Catalogue of Life.